# Oberaltenburg 17

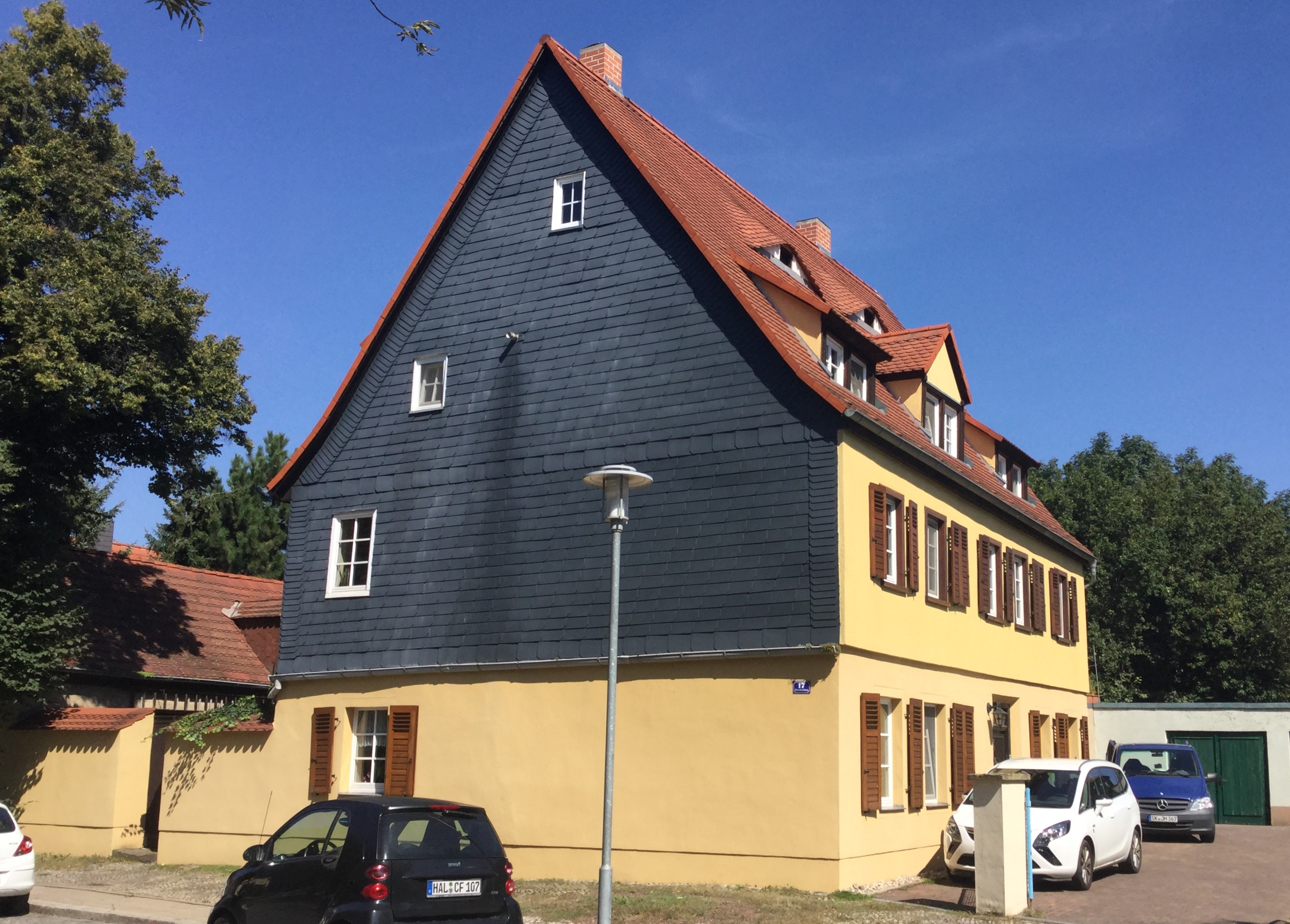
Oberaltenburg 17, Wirtschaftsgebäude am linken Rand

Oberaltenburg 17 ist ein denkmalgeschütztes Wirtschaftsgebäude in der Stadt Merseburg in Sachsen-Anhalt.
Es befindet sich auf der östlichen Seite der Straße Oberaltenburg in der Merseburger Innenstadt, nördlich des Wohnhauses des Grundstücks.
Das Wirtschaftsgebäude stammt aus dem 18. Jahrhundert und ist eines der wenigen im ursprünglichen Zustand erhaltenen Wirtschaftsgebäude aus dieser Zeit in Merseburg.
Im örtlichen Denkmalverzeichnis ist das Wirtschaftsgebäude unter der Erfassungsnummer 094 20265 als Baudenkmal verzeichnet.